# Sloup
Sloup är en köping i Tjeckien.   Den ligger i regionen Södra Mähren, i den östra delen av landet, 180 km öster om huvudstaden Prag. Sloup ligger 473 meter över havet och antalet invånare är 915.
Terrängen runt Sloup är platt åt sydost, men åt nordväst är den kuperad. Runt Sloup är det ganska tätbefolkat, med 124 invånare per kvadratkilometer. Närmaste större samhälle är Blansko, 9,0 km sydväst om Sloup. I omgivningarna runt Sloup växer i huvudsak blandskog.